# Desmognathus imitator

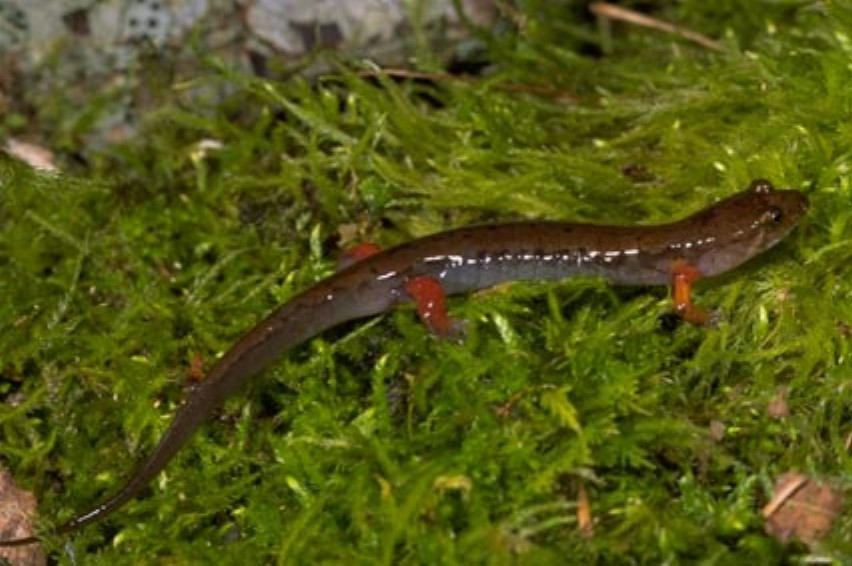
Desmognathus imitator,
mit roten Beinen

Desmognathus imitator ist ein in Nordamerika vorkommender Schwanzlurch aus der Familie der Lungenlosen Salamander (Plethodontidae). Der Artname weist darauf hin, dass die erwachsenen Individuen das Aussehen des Rotwangen-Waldsalamanders (Plethodon jordani) imitieren.

## Merkmale
Mit einer Gesamtlänge von ca. 70 Millimetern bei den Männchen sowie ca. 100 Millimetern bei den Weibchen zählt Desmognathus imitator zu den mittelgroßen Salamanderarten. Die Farbe der Oberseite variiert von Braun bis zu nahezu Schwarz. Zuweilen ist ein undeutlicher, leicht gewellter Rückenstreifen erkennbar. Der Rumpf wird durch 14 Rippenfurchen segmentiert. Auffällig sind rote, gelbe oder orangefarbene Wangenflecke, die bei einigen Exemplaren jedoch auch gänzlich fehlen können. Vom Auge verläuft eine Linie bis zum hinteren Winkel des Kiefers. Der Schwanz ist zylindrisch und nicht gekielt. Die Beine haben zuweilen eine rote Farbe.

## Ähnliche Arten
- Individuen von Desmognathus imitator mit rotem Wangenfleck unterscheiden sich vom ähnlichen Rotwangen-Waldsalamander (Plethodon jordani), da diesem eine Linie, die vom Auge zum hinteren Winkel des Kiefers verläuft fehlt.
- Individuen von Desmognathus imitator ohne roten Wangenfleck sind äußerlich nicht von Desmognathus ocoee zu unterscheiden und können nur durch molekulare Untersuchungen bestimmt werden

## Verbreitung und Lebensraum
Desmognathus imitator hat eine begrenzte Verbreitung und kommt in den Great Smoky Mountains sowie in Teilen der Blue Ridge Mountains vor. Die Salamander besiedeln bevorzugt feuchte Wälder und felsige Gebiete. Die Höhenverbreitung reicht von 900 bis knapp über 2000 Meter.

## Lebensweise
Die auf ein feuchtes Klima angewiesenen Individuen von Desmognathus imitator sind überwiegend nachtaktiv. Sie leben unter Felsen und verrottendem Holz in der Nähe von Bächen und benötigen eine hohe Luftfeuchtigkeit, da ihnen Lungen fehlen und sie durch die feuchte Haut atmen. Sie paaren sich im Frühjahr oder im Herbst. Nach der Paarung legen die Weibchen zwischen 13 und 24 Eier unter Moos oder in Zwischenräumen zwischen Felsen in der Nähe von Wasserstellen ab. Sie bewachen ihr Gelege, bis die Jungtiere schlüpfen. Diese werden mit äußeren Kiemen geboren und durchlaufen dann einen aquatischen Lebensabschnitt. Nach knapp einem Jahr vollziehen sie eine Metamorphose und leben fortan an Land.

## Nahrung und Feinde
Desmognathus imitator ernährt sich von einer Vielzahl kleiner Gliederfüßer (Arthropoda), die hauptsächlich nachts am Boden in der Laubstreu gesucht werden.
Über Fressfeinde von Desmognathus imitator ist wenig bekannt, es wird jedoch davon ausgegangen, dass Schlangen zu den Hauptfressfeinden zählen. Die Ähnlichkeit zum Rotwangen-Waldsalamander stellt eine Form der Mimikry dar. Da der Rotwangen-Waldsalamander einen sehr zähen, klebrigen und widerwärtigen Schleim zum Selbstschutz produzieren kann, wird er von Fressfeinden zumeist gemieden. Desmognathus imitator ist nicht in der Lage, einen derartigen Schleim zu erzeugen, wird jedoch aufgrund seines Aussehens fälschlicherweise oftmals für einen ungenießbaren Rotwangen-Waldsalamander gehalten und deshalb von potentiellen Feinden nicht angegriffen.

## Gefährdung
Die Art kommt zwar nur in einem relativ kleinen Gebiet vor, ist dort jedoch nicht selten und wird demzufolge von der Weltnaturschutzorganisation IUCN als „Least Concern = nicht gefährdet“ klassifiziert.